# Ficsor Ádám
Ficsor Ádám (Miskolc, 1980. június 17. –) magyar politikus, 2008. február és 2009. április között a Miniszterelnöki Hivatal államtitkáraként Gyurcsány Ferenc akkori miniszterelnök kabinetfőnöke, aki Gál J. Zoltánt váltotta ezen a poszton. 2009. április 20-ától a polgári nemzetbiztonsági szolgálatokat irányító tárca nélküli miniszter lett Bajnai Gordon kormányában, 2009. szeptember 14-én adta át a hatalmat utódjának Juhász Gábornak.

## Tanulmányai
Középiskolai tanulmányait angolul és magyarul végezte a Sárospataki Református Kollégium Gimnáziumában, ahol 1999-ben érettségizett. 2004-ben végzett a Budapesti Közgazdaságtudományi és Államigazgatási Egyetemen, ahol a Rajk László Szakkollégium tagja is volt.

## Pályája
Egyetemi tanulmányai utolsó két évében az európai uniós és egyéb pályázatok írásával foglalkozó Agrotrust Consulting Bt. nevű céget vezette. Miután Ficsor a politikát választotta, volt sárospataki kollégiumi társai vitték tovább a céget.
2004 júniusától októberéig Harangozó Gábor szocialista európai parlamenti képviselő mellett dolgozott szakértőként, ekkor kinevezték a Földművelésügyi Minisztérium politikai államtitkársága titkárságvezetőjének. A jelentős befolyással rendelkező Gráf József agrárminiszter oldalán szélesebb ismertségre tett szert a közigazgatásban és a pártban. 2006 júliusában előrébb lépett és a minisztérium közösségi ügyekért felelős szakállamtitkára lett, ő állította össze a mintegy 3000 milliárd forintot elosztó Új Magyarország Vidékfejlesztési Programot. Egyes források szerint Gyurcsány akkor figyelt fel rá, amikor Ficsor szervezte a miniszterelnök 2007 őszi falujárását.
2009-ben Bajnai Gordon a polgári nemzetbiztonsági szolgálatokat irányító tárca nélküli miniszter tisztségére kéri fel. Az Országgyűlés véleményezési jogkörrel rendelkező nemzetbiztonsági bizottsága nem támogatta a kinevezését, Bajnai Gordon azonban ennek ellenére fenntartotta a jelölést, így miniszterként hivatalba lépett. Mivel a 2010-es választásokon indulni kívánt az MSZP jelöltjeként, lemondott posztjáról, mert a miniszteri munkát és a kampányban való részvételt összeférhetetlennek nevezte. Utódja Juhász Gábor lett, aki addig az Igazságügyi és Rendészeti minisztérium államtitkára volt. Utódja 2009. szeptember 17-én lépett hivatalba. A 2010-es országgyűlési választáson az MSZP országos listájáról nyert mandátumot.
2011-ben csatlakozott a Gyurcsány Ferenc vezette Demokratikus Koalíció Platformhoz, melynek önálló párttá alakulásakor kilépett a Szocialista Pártból és annak frakciójából is, hogy az alakuló Demokratikus Koalíció frakciójához csatlakozhasson.
Ficsor az MSZP-ben 2003 januárjától az Agrár- és Vidékpolitikai Tagozat Országos Elnökségének tagja, 2004 decemberétől a párt Nemzeti Fejlesztési Tagozat elnökségének tagja, 2005 januárjától pedig az országos választmány tanácskozási jogú küldötte volt a párt Magyar Progresszív Társaság Platformjának delegáltjaként, amelyet ő vezetett. Ezen tisztségeit kilépésével mind elvesztette.

## Magánélete
2009. augusztus 8-án házasodott össze gyerekkori szerelmével, Kovách Judittal. Ficsor esküvői tanúja Gyurcsány Ferenc volt.